# Boëcé
Boëcé é uma comuna francesa na região administrativa da Normandia, no departamento Orne. Estende-se por uma área de 2,4 km². Em 2010 a comuna tinha 127 habitantes (densidade: 52,9 hab./km²).